# Arthun
Arthun là một xã trong tỉnh Loire miền trung nước Pháp.